# Анброх Еммануїл Абрамович
Еммануїл Абрамович Анброх (7 червня 1935—2015, Тель-Авів) — радянський футболіст єврейського походження, який грав на позиції воротаря. Відомий за виступами у складі сімферопольської «Таврії» у класі Б. після закінчення виступів на футбольних полях — дитячий футбольний тренер.

## Клубна кар'єра
Еммануїл Анброх народився у 1935 році. Розпочав виступи на футбольних полях у 1956 році в сімферопольській аматорській команді «Буревісник». У 1958 році на основі цієї команди в Сімферополі організували команду класу Б під назвою «Авангард», гравцем якої, разом із Юрієм Бондарєвим, Анатолієм Глухоєдовим, Віталієм Живицею, Володимиром Масальцевим, Володимиром Никоновим, став також і Анброх. Протягом 7 років він захищав ворота сімферопольської команди, яку в 1963 році перейменували на «Таврію», тривалий час був основним голкіпером команди, завжди надійно діючи в рамці воріт. У 1962 році Еммануїл Анброх разом із командою став бронзовим призером першості УРСР. У 1964 році Анброх разом із командою став переможцем зонального турніру класу Б. На початку 1965 року в матчі Кубка СРСР Анброх отримав струс мозку, що привело до передчасного завершення його виступів на футбольних полях.

## Після завершення футбольної кар'єри
Після завершення виступів на футбольних полях Еммануїл Анброх нетривалий час входив до тренерського штабу своєї рідної команди «Таврія», після чого працював у Сімферополі дитячим футбольним тренером. Він виховав низку відомих у майбутньому футболістів сімферопольської та інших команд України, зокрема. його вихованцем є відомий футболіст Олександр Білозерський. Після розпаду СРСР Еммануїл Анброх виїхав до Ізраїлю, жив у Тель-Авіві, де також працював дитячим футбольним тренером. Помер колишній воротар у 2015 році в Тель-Авіві.

## Особисте життя
Першою дружиною Еммануїла Анброха була Алла Балтер, народна артистка Росії, другим чоловіком якої з 1970 року був Еммануїл Віторган. У 1971 Еммануїл Анброх одружився з Тамарою Топоровською і в 1972 році в них народився син Олександр. У 1993 друга дружина Еммануїла Анброха померла. Син колишнього футболіста Олександр з 2018 року одружений, і разом із дружиною Оленою проживають в Ізраїлі.